# Philippe Chauveau (acteur, 1933)
Pour les articles homonymes, voir Philippe Chauveau.
Philippe Chauveau, de son vrai nom Jacques Chauveau, né le 21 janvier 1933 à Carrières-sur-Seine et mort le 8 mai 2010 à Juvisy-sur-Orge, est un acteur français.

## Filmographie partielle

### Cinéma
- 1952 : Nous sommes tous des assassins d'André Cayatte
- 1953 : Maternité clandestine de Jean Gourguet : Un jeune de la bande
- 1960 : Au cœur de la ville de Pierre Gautherin
- 1970 : Le Temps des loups de Sergio Gobbi
- 1970 : La Modification de Michel Worms : Le narrateur
- 1975 : Que la fête commence... de Bertrand Tavernier : Le témoin de l'auberge
- 1977 : Les Passagers de Serge Leroy
- 1977 : La Question de Laurent Heynemann
- 1978 : Les Ringards de Robert Pouret
- 1978 : L'Argent des autres de Christian de Chalonge : Candidat no 3
- 1978 : La Carapate de Gérard Oury : Un gendarme
- 1985 : Le Quatrième Pouvoir de Serge Leroy
- 2010 : Le Village des ombres de Fouad Benhammou

### Télévision
- 1962 : Les Cinq Dernières Minutes, épisode C'était écrit de Claude Loursais
- 1964 : L'Abonné de la ligne U (série télévisée) :
  - « L'Abonné s'en va comme il veut »
  - « Un retournement sensationnel »
  - « Début d'une partie serrée »
  - « C'est le tour de Monsieur Colet »
- 1965 : Belphégor ou le Fantôme du Louvre (TV Mini-Series) :
  - épisode « Les rose-croix » : Bassereau
- 1965 : Dom Juan ou Le festin de pierre, téléfilm de Marcel Bluwal : Ragotin
- 1966 : L'Âge heureux (série télévisée)
- 1966 : En votre âme et conscience (série télévisée) :
  - épisode « L'Affaire Wladimiroff ou La carte de visite »
- 1967 : L'Homme aux cheveux gris, téléfilm de Max Leclerc
- 1967 : Les Habits noirs (série télévisée) :
  - épisode « #1.1 » : Un badaud
- 1968 : Les Cinq Dernières Minutes, épisode Tarif de nuit de Guy Séligmann
- 1968 : L'Homme du Picardie (série télévisée)
- 1969 : Fortune (série télévisée)
- 1969 : Le Trésor des Hollandais (série télévisée) : Lucien, le pompier
- 1970 : Le Service des affaires classées (série télévisée) :
  - épisode « Le Coffre aux souvenirs » : François Brevet
- 1970 : Adieu Mauzac, téléfilm de Jean Kerchbron : Liewer
- 1971 : Aux frontières du possible : épisode : Attention : nécroses mentales de Victor Vicas
- 1972 : François Gaillard ou la vie des autres (série télévisée) :
  - épisode « Michel » : Michel Larpin
- 1973 : La Ligne de démarcation (série télévisée) :
  - épisode « Janine » : Pierre
- 1974 : À dossiers ouverts (série télévisée) :
  - épisode « Gros calibre » : Le gendarme Laurent
- 1975 : Les Brigades du Tigre, épisode L'auxiliaire de Victor Vicas : Durieux
- 1976 : Nick Verlaine ou Comment voler la Tour Eiffel (TV Mini-Series)
- 1976 : La Vie de Marianne  (mini-série télévisée) : L'huissier
- entre 1969 et 1977 : Les Enquêtes du commissaire Maigret (série télévisée) :
  - épisode « Maigret, Lognon et les gangsters » (1977) : L'inspecteur Moers
  - épisode « Maigret hésite » (1975) : L'inspecteur Moers
  - épisode « La Folle de Maigret » (1975) : L'inspecteur Moers
  - épisode « La Maison du juge » (1969) : Le lieutenant de gendarmerie
- 1978 : Le Temps d'une République  (série télévisée) :
  - épisode « De guerre lasse »
- 1978 : Le Temps des as (TV Mini-Series) : Martin
- 1979 : Les Grandes Conjurations : Le Coup d'État du 2 décembre, téléfilm de Jean Delannoy : Persigny
- 1979 : Avoir été, téléfilm de Roland-Bernard : L'instituteur
- 1980 : Le Mandarin, téléfilm de Patrick Jamain
- 1980 : Commissaire Moulin (série télévisée) :
  - épisode « Le transfuge »
- 1987 : Double face, téléfilm de Serge Leroy
- 1981 et 1989 : Pause-café pause-tendresse (série télévisée) :
  - épisode « Betty, 15 ans »  (1989) : Le locataire
  - épisode « #1.6 » (1981)
- 1989 : Une saison de feuilles, téléfilm de Serge Leroy : Jean-Jean
- 1990 : Navarro (série télévisée) :
  - épisode « Mauvaises actions » : Daveaux
- 1993 : Florence Larrieu : Le juge est une femme (série télévisée) :
  - épisode « Aux marches du palais »